# Aleksandr Blok
Aleksandr Aleksandrovitj Blok (ryska Александр Александрович Блок), född 28 november 1880 i Sankt Petersburg, död 7 augusti 1921 i Petrograd, var en rysk poet, ledande representant för den ryska poesins silverålder och för den litterära symbolismen i Ryssland. Bloks mest kända dikt är De tolv (ryska Двенадцать) som skrevs 1918 och berättar om förnimmelser av ryska revolutionen. Bloks diktande påverkades av bl.a. Vladimir Solovjovs tänkande.

## Biografi
Blok var son till en professor, och växte upp i Sankt Petersburg och på en egendom utanför Moskva. Han bedrev filologiska studier vid Sankt Petersburgs universitet. 1903 gifte han sig med Ljubov Mendelejeva (dotter till kemisten Dmitrij Mendelejev), som också tjänade som inspirationskälla till stora delar av Bloks diktande. Blok var därtill nära bekant med Andrej Belyj, och de två hade en långvarig och komplicerad bekantskap.
1916 mobiliserades Blok och tjänstgjorde till krigets slut som ingenjörssoldat.
Blok, som hade hälsat 1905 års revolution med entusiasm, hade 1921 förlorat hoppet om ryska revolutionen och mänskligheten. Han hade på tre år inte diktat något. "Alla ljud har upphört", klagade han till vännen Kornej Tjukovskij. Blok insjuknade och hans läkare ordinerade behandling utomlands, men det utresetillstånd, som Maksim Gorkij, Lunatjarskij och Kamenev stödde vägrade Lenin att godkänna. Blok avled i augusti 1920 i en hjärtsjukdom medan han fortfarande väntade på ett godkännande.

## Författarskap
Aleksandr Blok debuterade 1900 och drog 1905 uppmärksamheten till sig med "Verser om den sköna damen", vilken karaktäriserades av panteistisk mystik och nationellt patos. Han tillhörde sedan som ung författare huvudstadens ledande modernistiska artistkretsar och företog resor till Frankrike, Italien och Tyskland. Inspirerad av revolutionsåret 1917 skrev han symboliska dikter, som av bolsjevismens vägröjare tolkades som ett försvar för deras gärning.
Blok var dock knappast någon bolsjevik, och ganska snart fick han känna av de maktägandes misstro. Han avled till följd av hjärtsjukdom, sedan han förvägrats utresetillstånd för att förbättra sin hälsa.
Blok finns utgiven på svenska bland annat i En bukett rysk lyrik från 1953, sammanställd av Johannes Edfelt och illustrerad av Per Beckman. En första översättning till svenska av dikterna "Skyter" och "De tolv" utgavs av Rafael Lindqvist i hans "Sånger i rött och svart", 1924.

## Utmärkelser
Asteroiden 2540 Blok är uppkallad efter honom.